# Worstelorganisatie
Een worstelorganisatie is in het professioneel worstelen een vennootschap of bedrijf dat regelmatig worstelwedstrijden organiseert en daarbij de leiding in handen heeft en voor de marketing en logistiek zorgdraagt. Binnen de conventie van de show is het bedrijf een sportbestuursorgaan dat worstelwedstrijden bestraft en autoriteit geeft aan de kampioenschappen en verantwoordelijk is voor het handhaven van de divisies en hun ranglijst. In werkelijkheid fungeert het gezelschap als een rondreizend theatergezelschap en als organisatie voor de promotie van evenementen. 
De grootste en bekendste van Amerika zijn onder andere de World Wrestling Entertainment (WWE), All Elite Wrestling (AEW), Impact Wrestling (Impact), Ring of Honor (ROH) en de National Wrestling Alliance (NWA). In Mexico zijn er ook een aantal bekende lucha libre organisaties, waaronder Lucha Libre AAA Worldwide (AAA) en Consejo Mundial de Lucha Libre (CMLL). Ook in Japan zijn er ook een aantal organisaties die zowel bekendheid hebben gemaakt over de wereld als in het binnenland, waaronder New Japan Pro Wrestling (NJPW), All Japan Pro Wrestling (AJPW), CyberFight (CF), Dragon Gate en World Wonder Ring Stardom (Stardom). Van de veel genoemde bedrijven hierboven, hebben ook samenwerkingen met elkaar gehad, waarbij er worstelaars en kampioenschappen met elkaar van promotie wordt gewisseld, door middel van een overeenkomst tussen de twee worstelbedrijven. Tevens hebben vele bedrijven ook concurrentie met elkaar gehad en vooral met de World Wrestling Entertainment, wat het grootste bedrijf is op het gebied van sportentertainment.
Er zijn federaties in heel Europa en in Japan, Zuid-Amerika, Puerto Rico, Australië, Nieuw-Zeeland, de rest van het Caribisch gebied en zelfs in China.
Daarnaast zijn er kleinere onafhankelijke organisaties over de hele wereld, terwijl grote promoties een selectie van talent onder contract hebben, kunnen deze kleinere promoties een combinatie van ingehuurde werknemers en Free Agents gebruiken.